# Clubiona subrostrata
Clubiona subrostrata là một loài nhện trong họ Clubionidae.
Loài này thuộc chi Clubiona. Clubiona subrostrata được miêu tả năm 1991 bởi Zhang & Hu.